# Rabbit-Proof Fence
Rabbit-Proof Fence er en australsk film fra 2002 instrueret af Phillip Noyce, baseret på bogen Follow the Rabbit-Proof Fence af Doris Pilkington Garimara.
Filmen handler om tre aboriginer-piger, som flygter fra et sted, hvor deres aboriginalske natur bliver undertrykt.
Pigerne går i alt 1600 km.